# Азербайджанский государственный университет нефти и промышленности
Азербайджанский государственный университет нефти и промышленности (азерб. Azərbaycan Dövlət Neft və Sənaye Universiteti) — высшее учебное заведение Азербайджана.

## История
10 ноября 1887 года в Баку Бакинской городской думой было принято решение о создании технической школы. На строительство здания училища пожертвовал 100 тысяч рублей Гаджи Зейналабдин Тагиев.
В 1896 году техническая школа была переименована в техническую школу низкого уровня.
В 1896—1905 годы школу окончили 50 человек по отделу механики, 55 человек по отделу строительства.
В 1910 году в отдел механики были включены также направления по нефтяной технике и электромеханике.
На 1916 год в школе обучались 494 ученика, из которых 20 человек были азербайджанцами.
В 1918 году школа была переименована в политехникум. В политехникуме действовали отделы нефтяной промышленности, электромеханики, строительный и архитектурный. Число студентов составляло 188 человек. В этот период выпускниками стали 62 человека, среди которых 12 инженеров были азербайджанцами.

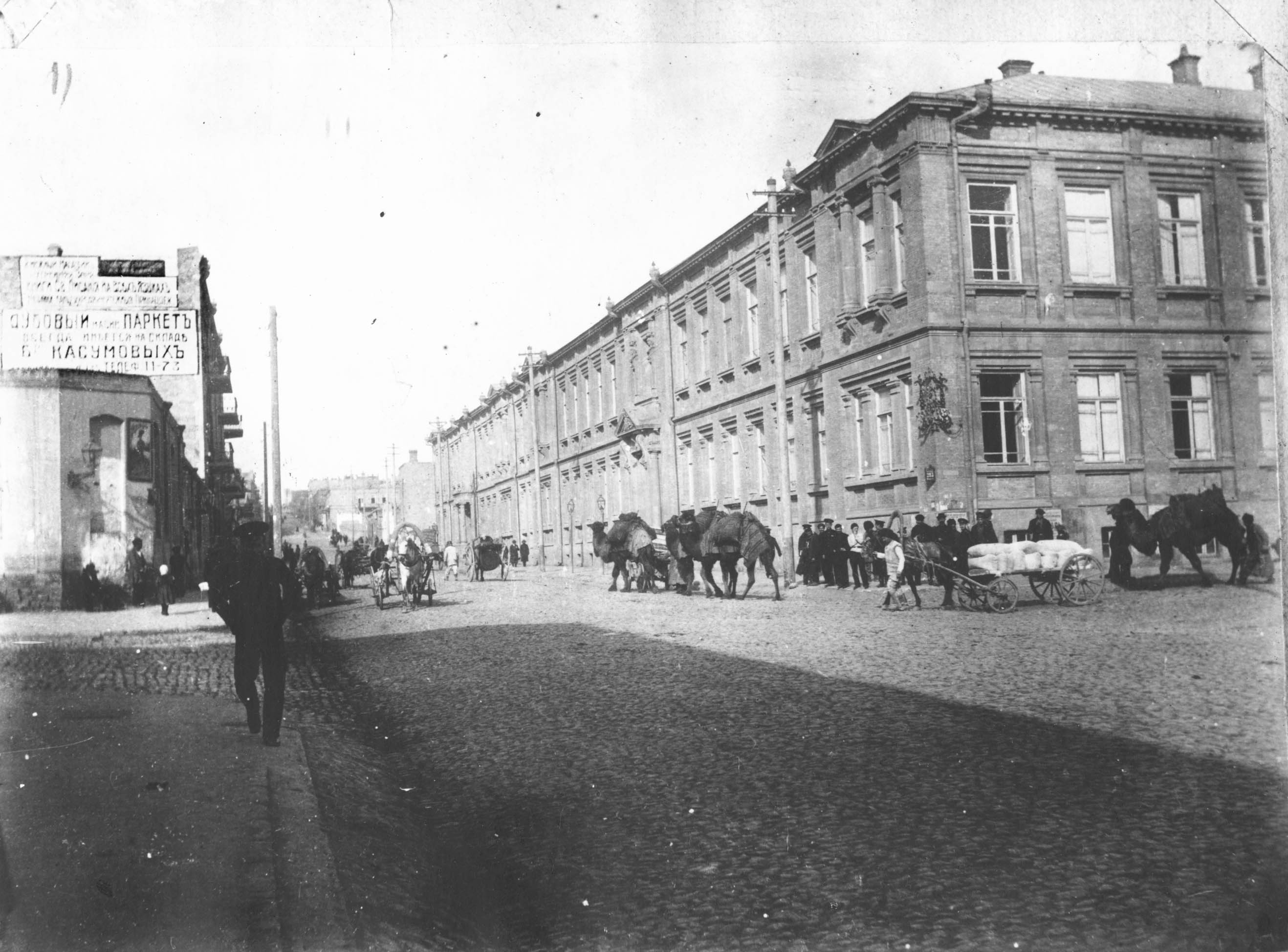
Городское техническое училище в дореволюционном Баку

Здание главного корпуса академии было построено в 1900 году по проекту архитектора Иосифа Гославского. Здесь функционировало Бакинское техническое училище.
После установления советской власти в Азербайджане 14 ноября 1920 года на базе училища создан Бакинский политехнический институт.
К 1923 году институт выпустил своих первых 3-х студентов. К 1927 году число выпускников увеличилось до 289.
В 1959 году институту было присвоено имя революционера Мешади Азизбекова.
18 февраля 1991 года институт был переименован в ордена Трудового Красного Знамени индустриальный университет имени М. Азизбекова.
21 марта 1992 года после выхода Азербайджана из состава СССР университет сменил название на академию.

### Официальные названия
В разное время университет носил следующие названия:

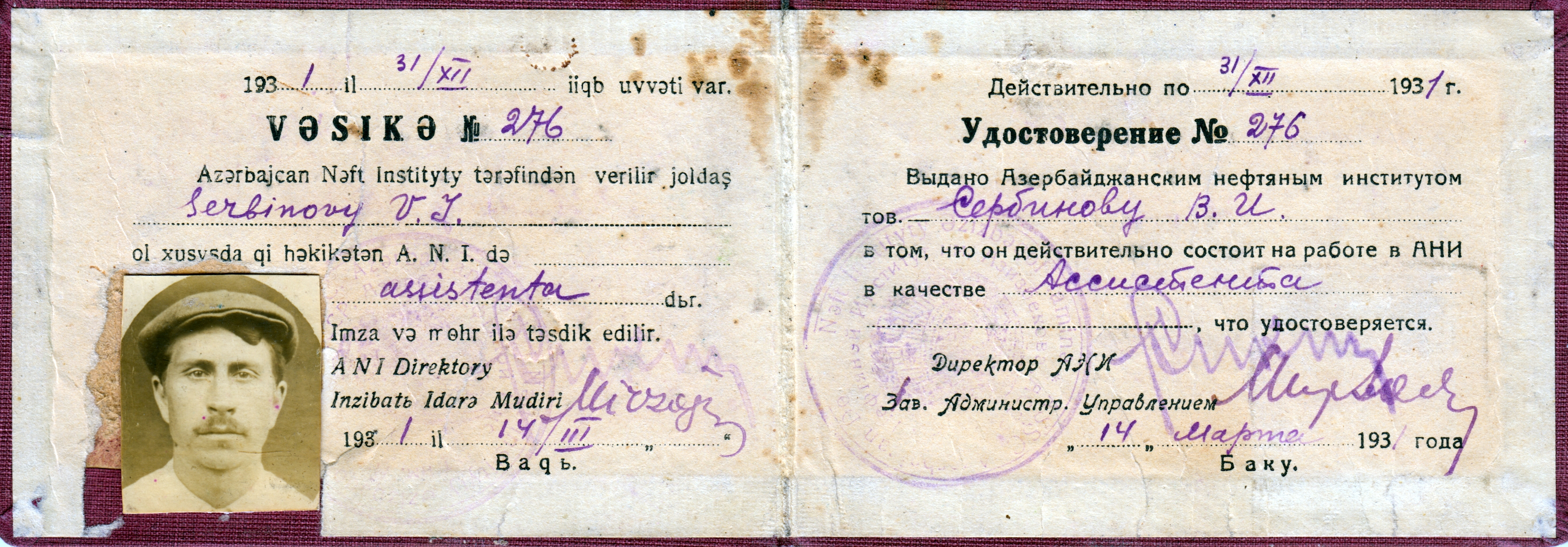
Азербайджанский нефтяной институт, 1931

- 1920 — Бакинский политехнический институт
- 1923 — Азербайджанский политехнический институт
- 1930 — Азербайджанский нефтяной институт (АНИ)
- 1934 — Азербайджанский индустриальный институт (АзИИ им. Азизбекова)
- 1959 — Азербайджанский институт нефти и химии (АзИНЕФТЕХИМ им. М. Азизбекова)
- 1991 — Промышленный университет
- 1992 — Азербайджанская государственная нефтяная академия (АГНА)
- 2015 — Азербайджанский государственный университет нефти и промышленности (АГУНП)

## Общие сведения
В 1993 году академия поменяла свои учебные планы в соответствии с западными моделями. В 1997 году по новой системе были выпущены первые бакалавры и магистры.
АГНА работал с западными университетами для модернизации учебных программ, в особенности с Университетом Джорджии (США).
Университет имеет совместные программы с рядом международных университетов.
9 июля 2019 года была учреждена стипендия имени Фармана Салманова для двух особо одаренных студентов Азербайджанского государственного университета нефти и промышленности.
С 2020 по 2023 год научными работниками университета были опубликованы 604 научные работы в журналах, индексируемых в международной базе данных Web of Science.
28 ноября 2024 года Агентством по обеспечению качества образования Азербайджана выдана государственная аккредитация на очередные 5 лет.

## Факультеты
- Факультет геологоразведки
- Факультет нефтегазовых промыслов
- Факультет химии и технологии
- Факультет нефтяной механики
- Факультет энергетики

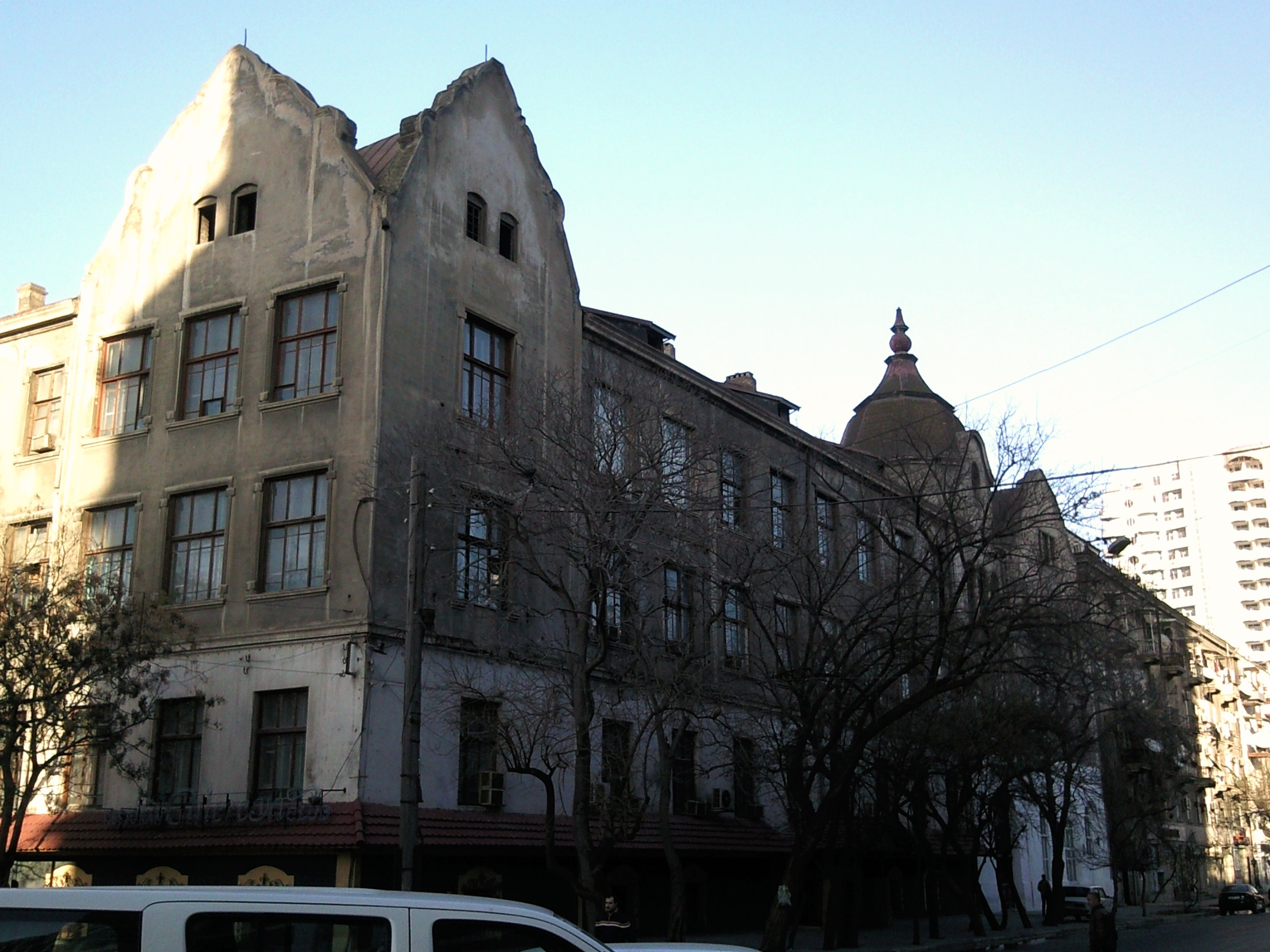
3 корпус университета. Построен в 1913 г. С 2017 — учебный корпус UFAZ

- Факультет информационных технологий и управления
- Факультет экономики и менеджмента

Действуют программы магистратуры и докторантуры.

## Университеты, которые были созданы на основе АГУНП
- Азербайджанский государственный аграрный университет
- Азербайджанский технический университет
- Сумгаитский государственный университет
- Мингечевирский Государственный Университет
- Французско-азербайджанский университет

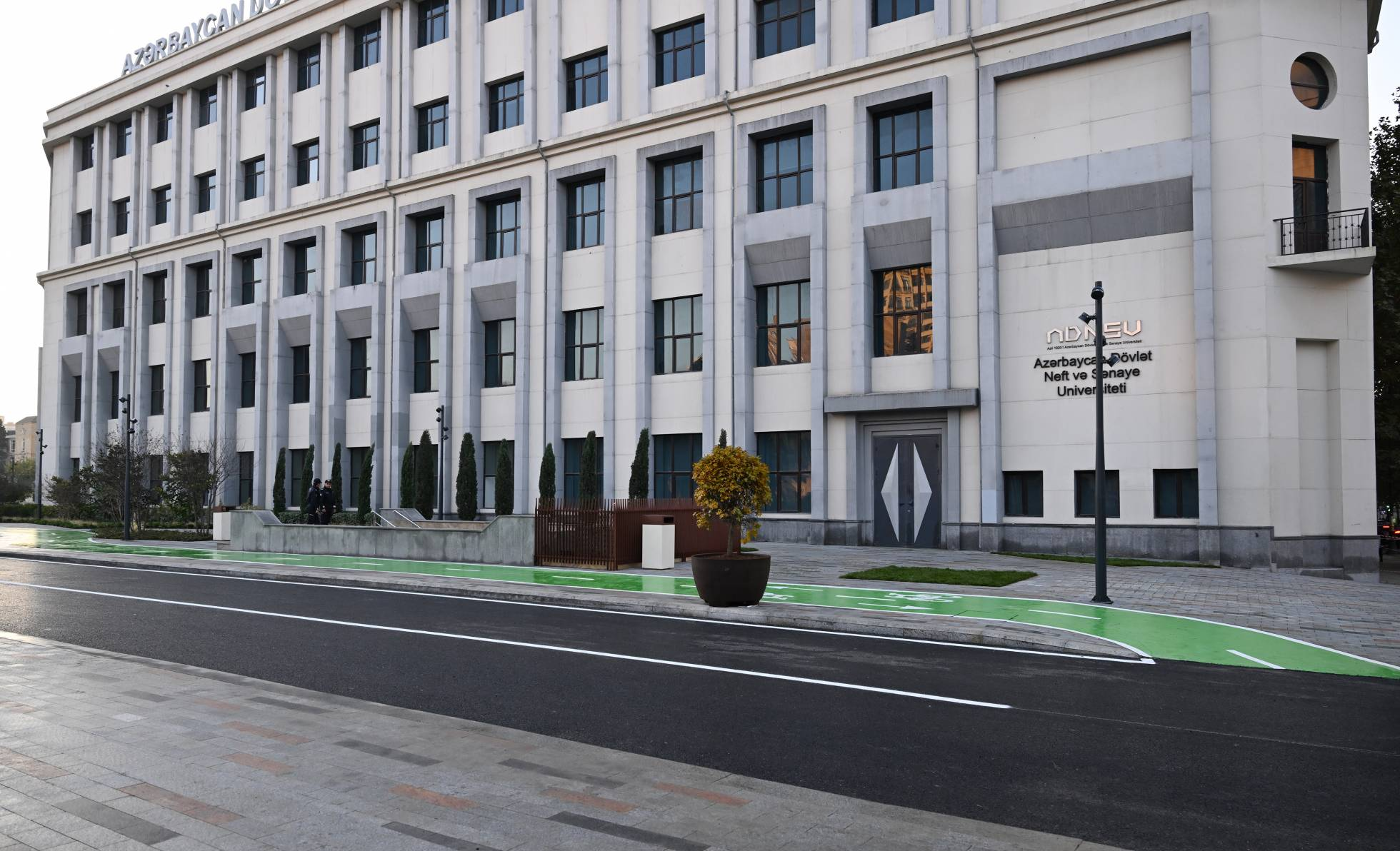
Корпус около метро 28 мая

## Рейтинги
В 2023 году университет включён в мировой рейтинг университетов QS World University Rankings 2024 в категории 1201-1400.

## Ректоры
- Иосиф Есьман (1922—1928)
- Михаил Баринов (1928—1929)
- Александр Никишин (1929—1933)
- Ахундзаде И.С. (1933—1939)
- Муса Алиев (1939—1941)
- Салех Годжаев (1941—1960)
- Ибрагимов, Исмаил Али оглы (1960—1970)
- Кули-заде Кязим Новруз оглы (1970—1978)
- Исмаил Ибрагимов (1978—1988)
- Тофик Алиев (1988—1993)
- Мамедов Парвиз Зия оглы (1993—1997)
- Сиявуш Гараев (1997—2015)
- Мустафа Бабанлы (3 сентября 2015 — 10 июля 2023)[9][10]
- Вазех Аскеров (и.о., 13 июля 2023 — 3 февраля 2025)[11]
- Руфат Азизов (с 3 февраля 2025)[12][13]

## Награды
- Орден Трудового Красного Знамени Азербайджанской ССР (1931)
- Орден Трудового Красного Знамени (1940)
- Орден Дружбы (2010, Вьетнам)[14]
- Орден Дружбы (2017, Вьетнам)[15]

## Происшествия
- Стрельба в бакинском вузе — массовое убийство (13 погибших, включая нападавшего), произошедшее в Азербайджанской Государственной Нефтяной Академии 30 апреля 2009 года.

## Известные выпускники и преподаватели
- Категория:Преподаватели Азербайджанского университета нефти и промышленности
- Категория:Выпускники Азербайджанского университета нефти и промышленности